# Jean Coutte
Jean Coutte (1918 – Compiègne, 1969) è stato uno schermidore francese, vincitore di una medaglia d'argento ai campionati mondiali di scherma.